# Saint-Menges
Saint-Menges – miejscowość i gmina we Francji, w regionie Grand Est, w departamencie Ardeny.
Według danych na rok 1990 gminę zamieszkiwały 964 osoby, a gęstość zaludnienia wynosiła 79 osób/km².

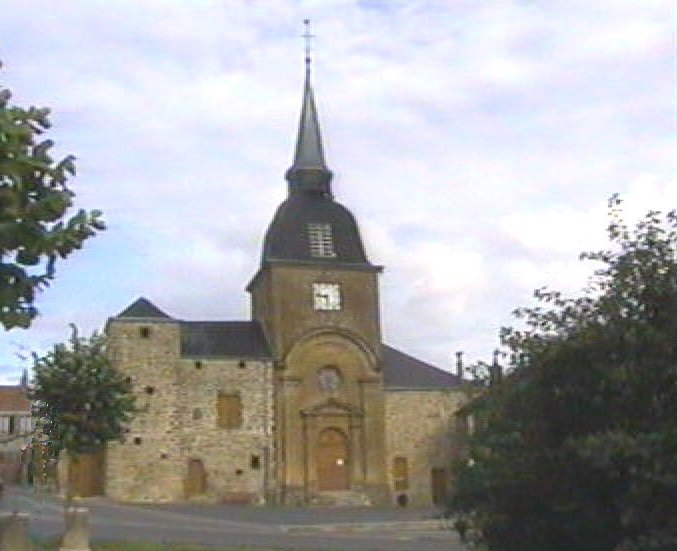
Kościół w Saint-Menges, 2004